# Kurt Jungwirth

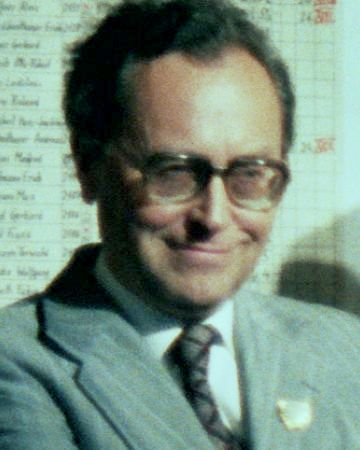
Kurt Jungwirth, 1982 in Linz

Kurt Jungwirth (* 3. September 1929 in Graz; † 13. Mai 2025 ebenda) war ein österreichischer Politiker (ÖVP) sowie Schach- und Kulturfunktionär. Er war von 1970 bis 1985 Landesrat für Kultur in der Landesregierung der Steiermark und von 1985 bis 1991 Landeshauptmann-Stellvertreter.

## Leben
Kurt Jungwirth wurde am 3. September 1929 in Graz geboren und wuchs in der elterlichen Wohnung in der Arndtgasse im Bezirk Jakomini auf. Seit frühester Kindheit war Jungwirth ein Anhänger des SK Sturm Graz, dessen damalige Spielstätte, die Gruabn, in unmittelbarer Nähe der elterlichen Wohnung lag. Manche Spiele konnte er vom Fenster im dritten Stock aus mit dem Operngucker seiner Eltern beobachten. Jungwirth verbrachte seine Jugend mit Fußballspielen am Körnerplatz oder nahe dem Sturmplatz und wurde einmal eingeladen, beim SK Sturm Graz mitzutrainieren. Aus Rücksicht auf seine Mutter, die ihn nach dem Tod des Vaters (Spätfolgen des Ersten Weltkriegs) und des Bruders (gefallen im Zweiten Weltkrieg) allein großzog, lehnte er jedoch ab und konzentrierte sich auf Schule und ein angestrebtes Sprachenstudium. Nach dem Zweiten Weltkrieg war er regelmäßiger Zuschauer bei Spielen des SK Sturm und blieb bis zu seinem Lebensende ein treuer Anhänger des Vereins.
Ab 1935 besuchte Jungwirth die Privatschule der Marienbrüder in Graz, ab 1939 die damalige II. staatliche Oberschule für Jungen in der Pestalozzistraße (heute: Bundesgymnasium und Bundesrealgymnasium Pestalozzi). Er absolvierte 1947 die Reifeprüfung und studierte anschließend Romanistik an der Universität Graz. 1952 legte er die Lehramtsprüfung für Latein und Französisch mit sehr gutem Erfolg ab.
Ab 1953 war er Gymnasialprofessor für Latein und Französisch an der BEA Liebenau, von 1954 bis 1955 Assistent für Deutsch am Lycée de Garçons in Belfort. Bis 1967 war er Vortragender am Französischen Kulturinstitut, bevor er 1958 Lehrbeauftragter für Französisch am Dolmetscher-Institut der Universität Graz wurde.
1970 wurde er als Landesrat für Kultur in die Landesregierung der Steiermark berufen, ein Amt, das er bis 1985 ausübte. Von 1985 bis 1991 war er Stellvertreter des Landeshauptmanns. Er war in den letzten 30 Jahren des 20. Jahrhunderts eine prägende Persönlichkeit des steirischen Kulturlebens.

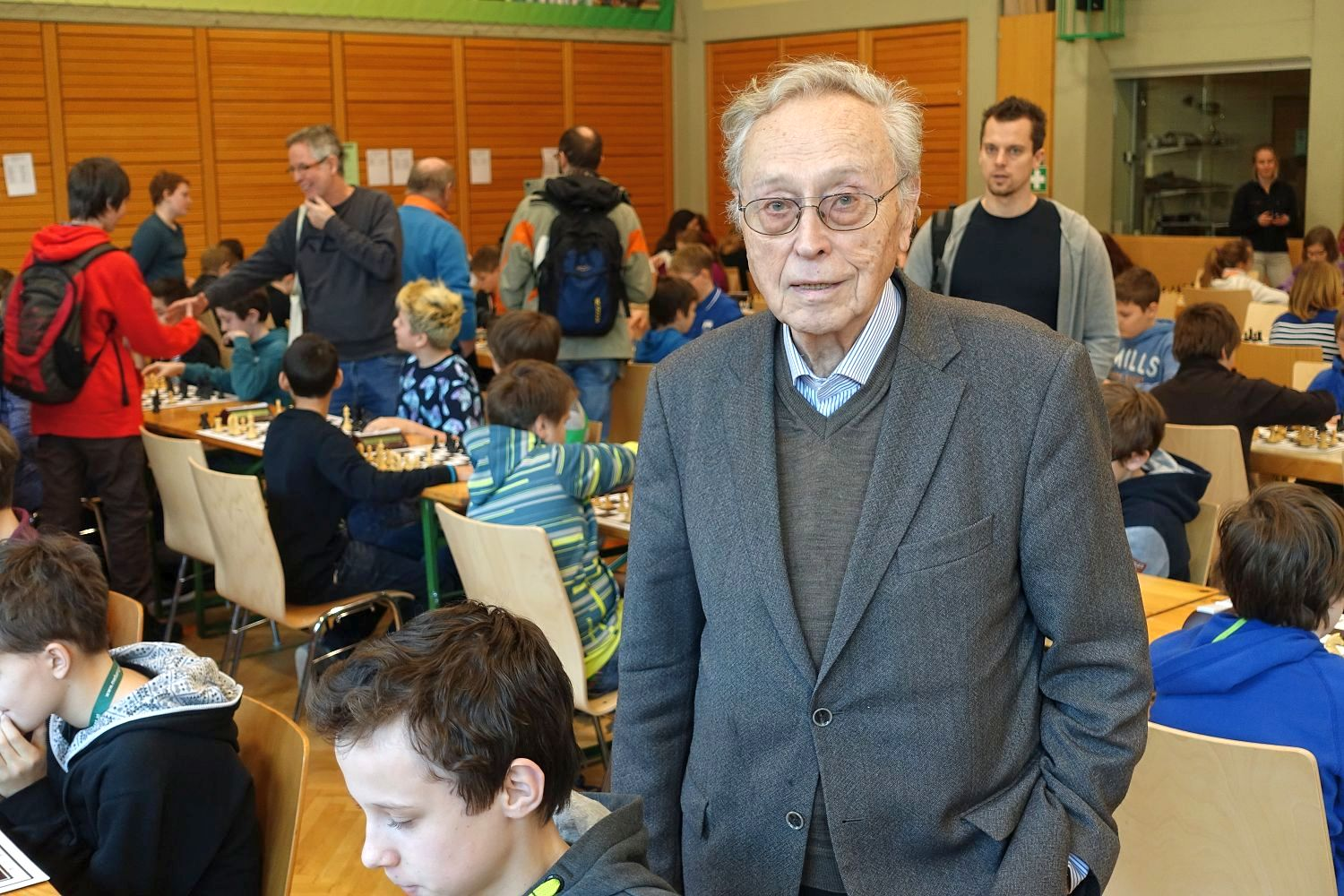
Kurt Jungwirth, Steirische Jugendschach-Olympiade 2015 im Schulzentrum Gratwein.

Jungwirth war von 1971 bis 2017 Präsident des Österreichischen Schachbundes. Von 1978 bis 1986 war er Vizepräsident der FIDE, von 1986 bis 1998 Präsident der ECU und von 1990 bis 1998 Kontinentalpräsident der FIDE für Europa. Seit 1998 war er Mitglied des Ehrenpräsidiums der FIDE. 2005 erreichte er die Anerkennung des Schachs als Sportart durch die Österreichische Bundes-Sportorganisation.
Im Kulturbereich rief er 1985 gemeinsam mit Nikolaus Harnoncourt das Klassikfestival Styriarte ins Leben. Bis Ende 2006 war er Präsident des Kulturfestivals „steirischer Herbst“. Ehrenamtlich stand er zudem den Kuratorien des Universalmuseums Joanneum und des Österreichischen Freilichtmuseums in Stübing vor.
Ab 1956 war er mit Marie-Louise (* 28. August 1925; † 30. Dezember 2022) verheiratet. Aus ihrer Ehe stammen die Söhne Michael (stellvertretender Chefredakteur und Leiter der Wiener Redaktion der Kleinen Zeitung) und Christian (Fotograf und Galerist in Graz).
Kurt Jungwirth starb am 13. Mai 2025 im Alter von 95 Jahren im Kreise seiner Familie in Graz. Er wurde am 19. Mai 2025 am Friedhof St. Leonhard beigesetzt.

## Auszeichnungen
- 2007: Großes Goldenes Ehrenzeichen mit dem Stern für Verdienste um die Republik Österreich, verliehen durch Bundespräsident Heinz Fischer[15]
- 2009: Ehrenring der Stadt Graz[16][17]
- 2010: Ehrenring des Landes Steiermark[1]
- Ehrensenator der Universität Graz[18]